# Assen
Pronunciação
Assen é umaimportante cidade no norte dos Países Baixos, a capital da província de Drente. Ela é uma das principais cidades do país. Sua principal economia é a agricultura. Seu relevo é baixo, mas não como as áreas do litoral do país. A cidade não é banhada pelo mar, mas sim por pequenos rios que passam por dentro da cidade e serve para a irrigação para as plantas cultivadas. A cidade tem 83,48 km², sendo 1,39 km². Sua população é de 64.320 habitantes (1 de janeiro de 2007). Sua densidade demográfica chega a 784/km². Nesta cidade se localiza o autódromo TT Circuit Assen, conhecido como "A Catedral".

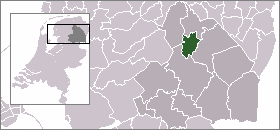
Localização de Assen.

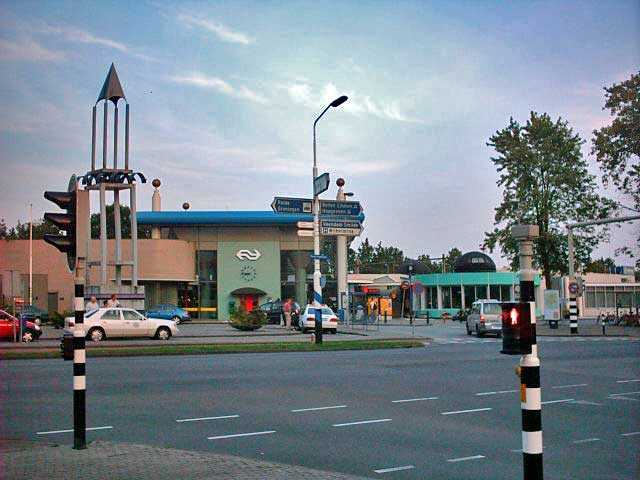
Estação de Assen.